# Typhaea stercorea
Typhaea stercorea är en skalbaggsart som först beskrevs av Carl von Linné 1758.  Typhaea stercorea ingår i släktet Typhaea och familjen vedsvampbaggar. Arten är reproducerande i Sverige. Inga underarter finns listade i Catalogue of Life.